# Бретонское национал-социалистическое рабочее движение
Бретонское национал-социалистическое рабочее движение (фр. Mouvement Ouvrier Social-National Breton) — бретонская политическая группа националистов и сепаратистов, существовавшая в 1941 году.
Партия была основана в 1941 году в городе Ренне по инициативе Теофиля Жёссе, вышедшего из Бретонской национальной партии. Движение основаное Жёссе действовало в департаменте Иль и Вилен в Бретани, которая была оккупированна немецкими войсками. Оно представляло взгляды рабочего класса в бретонском сепаратистском движении.

Программа из 25 пунктов, основанная на создании нового европейского порядка, включала в себя отказ от голлизма как идеи, выдвинутой бретонской буржуазией, и выдвигала на первый план лозунг. 
«Хлеб для бретонцев, мир для Европы и свобода для Бретани». 
Этого предполагалось достичь усилиями самой бретонской нации, без поддержки Великобритании, Франции или нацистской Германии. Немногочисленные члены партии были набраны из рабочих фабрик и мастерских городов Иль и Вилен. В Ренне были организованы партийные собрания. Жёссе предпринял прямые действия совместно с небольшой группой коммунистических сепаратистов, которые поддерживали его деятельность. Они провели кампанию по нанесению надписей на стены домов против Франсуа Рипера, префекта Иля и Вилена. Они также пытались уничтожить в ботаническом саду Ренна статую бретонского и французского рыцаря XIV века Бертрана дю Геклена, которого они считали предателем. В 1941 году партия прекратила свою деятельность.